# Alien Company
Alien Company（韓語：에일리언컴퍼니），韓國娛樂經紀公司。由Story J Company前共同代表理事趙大權（조대권）於2021年創立。

## 旗下藝人

### 男演員
- 金炳哲（2021年4月—）[1]
- 金宇錫（2021年4月—）[1]
- 金知碩（2021年4月—）[1]
- 李茂生（2021年4月—）[1]
- 安世浩（2021年4月—）[1]
- 朴正杓（박정표）（2021年—）[2]
- 王俊英（왕준영）（2021年—）[3]
- 朱延宇（2022年10月—）[4]
- 鄭準元（2023年7月—）[5]
- 無真星（2023年9月—）[6]
- 李承勋（2023年—）
- 李承熙（이승희）（2024年1月—）[7]

### 女演員
- 金國熙（2021年4月—）[1]
- 朴敏静（2021年4月—）[1]
- 朴藝妮（2021年4月—）[1]
- 李珍熙（2021年4月—）[1]
- 全烋星（2023年7月—）[8]
- 趙允秀（2023年12月—）[9]
- 李宙明（2024年8月—）[10]
- 嚴正化（2024年11月—）[11]
- 盧賢庭（노현정）（2024年—）

## 過往藝人
- 朴勳（2021年4月—）[1][12]
- 李現瞋（2021年4月—）[1][13]
- 李京載（이경재）（2021年4月—）[1]
- 玄朱妮（2021年6月—）[14]
- 金才殷（김재은）（2021年—）[15]
- 朴健（2022年—）[16]
- 崔貞允（2023年9月—）[17]
- 尹柱萬（2023年—）

## 外部連結
- 官方网站
- Alien Company的Instagram帳戶
- Alien Company的NAVER Post （页面存档备份，存于）
- YouTube上的Alien Company頻道